# Pio Hipunyati
Pio Hipunyati (ur. 14 listopada 1964 w Ounonge) – angolski duchowny rzymskokatolicki, od 2012 biskup Ondjiva.

## Życiorys
Święcenia kapłańskie otrzymał 5 grudnia 1998 i został inkardynowany do diecezji Ondjiva. Był m.in. ekonomem diecezjalnym, ojcem duchownym roczników propedeutycznych diecezjalnego seminarium, wychowawcą seminarzystów studiujących we Włoszech oraz przełożonym misji w Omupandzie.
23 listopada 2011 otrzymał nominację na biskupa Ondjivy, zaś 19 lutego 2012 przyjął sakrę biskupią z rąk abp. Novatusa Rugambwy.